# Rafael Martínez Nadal
Rafael Martínez Nadal (22 de abril de 1877- 6 de julio de 1941) fue líder político y escritor de Puerto Rico. No debe ser confundido con un homónimo español, Rafael Martínez Nadal (crítico literario), 1903-2001. 